# Leptanthura laevigata
Leptanthura laevigata is een pissebed uit de familie Leptanthuridae. De wetenschappelijke naam van de soort is voor het eerst geldig gepubliceerd in 1855 door Stimpson.